# Iekaterina Petrokokino
Iekaterina Kornelievna Petrokokino (en russe : Екатерина Корнелиевна Петрококино ; née Bodarevsky le 24 novembre 1853 à Odessa dans l'Empire russe et morte le 21 janvier 1939 à Meudon) est une peintre russe.

## Biographie
Issue d'une famille noble, les Bodarevsky, c'était la sœur de Nikolaï Bodarevsky, la demi-sœur de P. K. Bodarevskaïa, la mère de P. I. Boukovetsky et d'Evgueni Boukovetsky (ru) et une parente éloignée de Vassily Kandinsky .
Passionnée par la peinture, la littérature et la musique, elle épouse un homme d'affaires et philanthrope d'origine grecque qui partage ses goûts, Evstrati Mikhaïlovitch Petrokokino. Dès 1875, ils deviennent (ainsi que plusieurs proches parents du couple comme Pavel Nikolaïevitch Bodarovsky, Dmitri Mikhaïlovitch Petrokokino, E. Petrokokino, Stepane Feodorovitch Tsikalioti) membres de la société des Beaux-Arts d'Odessa .
De 1880 au début des années 1890, Iekaterina Kornelievna étudie à l'école de dessin d'Odessa qui est actuellement le Collège des Beaux-Arts Mitrofan Borissovitch Grekov d'Odessa (ru) et y obtient en 1889 lors d'une fête organisée par l'école une petite médaille d'argent pour une nature morte. Collectionneur d'œuvres d'art, le couple Petrokokino rassemble des travaux d'artistes nationaux et étrangers, certains faisant partie de mouvements d'avant-garde, d'autres, membres de l'association des Ambulants, ou de jeunes artistes talentueux, ou bien faisant partie d'écoles de pensée dont Nikolaï Bodarevsky, Tit Dvornikov (ru), Guerassim Golobkov (ru), Kyriak Kostandi, Nikolaï Kouznetsov, Guennadi Ladyjensky (ru), Piotr Nilous, Nikolaï Okolovitch (ru), I. A. Païvelia, Leonid Pasternak, Volodimir Zaouze (uk) et ses travaux, Iekaterina Petrokokino elle même. De cette collection, 47 tableaux subsistent. En 1894, elle devient membre de l'Association des artistes de la Russie du Sud (ru) dirigée par Nikolaï Skadovsky (ru) puis en 1897 fait partie des organisateurs de la Société littéraire et artistique d'Odessa. Ainsi la famille Petrokokino déjà nombreuse et très riche peut recevoir, les jeudis, dans sa vaste, belle et confortable demeure au 20, rue Troïtskaïa (ru), des artistes, des écrivains et autres personnes cultivées qu'elle fréquente pour y jouer des saynètes, organiser des auditions ou des concerts, y lire des poèmes, dessiner et peindre, enfin une réunion où chacun peut montrer son talent. En 1899, à l'occasion du centenaire de la naissance d'Alexandre Pouchkine on reconstitue la chambre du poète dans une vitrine d'un des magasins Petrokokino.
Son mari meurt en 1904 mais cela ne l'arrête pas et elle s'engage dans des œuvres caritatives. En 1914, elle devient membre du comité de soins pour les aveugles et en 1921 elle fait don de ses œuvres à l’État ce qui lui permet, en échange, d'obtenir l'autorisation d'émigrer. Ce patrimoine ayant été dispersé, éliminé ou détruit lors de la Grande Guerre patriotique, il est maintenant difficile d'en dresser l'inventaire.
En 1922, elle fait partie des membres fondateurs de la société d'art Kiriak Kostandi . Enfin 1924 ou en 1925 elle émigre en France, vit et travaille à Paris et désormais repose à Meudon depuis 1938 ou 1939.

## Œuvres
Ses œuvres sont surtout des portraits, des paysages et des scènes sentimentales dont elle fait don au musée de la Société des Beaux-Arts le jour même de son ouverture.
- On peut citer Portrait d'un inconnu, Portrait de MK , Femme au livre,qu'elle offre comme lot lors d'une loterie organisée en décembre 1914 par l'Association des artistes de la Russie du Sud en faveur des soldats blessés ou malades, Jardin, La Chapelle palatine de Palerme, Veuve, Etude du soleil, Nature morte pour laquelle elle reçoit une petite médaille d'argent en 1889 [6].

## Expositions
Avec les Ambulants , expositions de croquis et de dessins.
- A Saint-Pétersbourg  pour l'ouverture de la société pour la promotion des arts, sauf en 1895
- 1894 : 22e exposition, du 8 mars au 10 avril
- 1895 : 23e exposition, pour l'ouverture de l'Académie des sciences de Saint-Pétersbourg du 17 février au 26 mars
- 1896 : 24e exposition, du 11 février au 17 mars
- 1897 : 25e exposition, du 2 mars au 6 avril
- 1898 : 26e exposition, du 22 février au 29 mars
- 1900 : 28e exposition, du 27 février au 2 avril
- 1911-1912 : 40e exposition, du 10 février au 1er avril

A Moscou pour l'ouverture de l'École de peinture, de sculpture et d'architecture de Moscou sauf en 1911-1912
- 1894 : 22e exposition, du 18 avril au 15 mai
- 1895 : 23e exposition, du 3 avril au 7 mai
- 1896 : 24e exposition, du 25 mars au 21 mai
- 1897 : 25e exposition, du 14 avril au 11 mai
- 1898 : 26e exposition, du 6 avril au 10 mai
- 1900 : 28e exposition, du 10 avril au 14 mai
- 1911-1912 : 40e exposition, pour l'ouverture du Musée historique d'État de Moscou du 26 décembre 1911 au 29 janvier 1912
- 1893-1895, 1897-1907, 1909-1918 : Elle présente des œuvres lors des expositions organisées par l'Association des artistes de la Russie du Sud
- 1896 : Exposition de toute la Russie à Nijni-Novgorod (ru)
- 1897 : Exposition pour des œuvres caritatives
- 1900 : Exposition universelle de 1900 à Paris
- 1910 : Exposition de l'art et de l'industrie à Odessa